# Bundesverband der Vertragspsychotherapeuten
Der Bundesverband der Vertragspsychotherapeuten (bvvp) mit Sitz in Berlin ist ein Interessenverband von  Psychotherapeuten, der sich für die Belange aller Vertragspsychotherapeuten (niedergelassene Ärzte, Psychologischen Psychotherapeuten und Kinder- und Jugendlichenpsychotherapeuten) mit wissenschaftlich anerkannter Weiter- bzw. Ausbildung in Richtlinienverfahren (Verhaltenstherapie, tiefenpsychologisch fundierter Psychotherapie, psychoanalytischer Psychotherapie, Systemischer Therapie) einsetzt.
Er vertritt auch die Belange der Psychotherapeuten in Ausbildung (PiAs), die noch keine Vertragsbehandler sind, und die der approbierten Psychotherapeuten, die keine Vertragsbehandler werden können, weil die Verfahren, nach denen sie arbeiten, im System der Gesetzlichen Krankenversicherung nicht zugelassen sind (Gesprächspsychotherapie, Gestalttherapie, Logotherapie, Psychodrama, Respiratorisches Biofeedback und Transaktionsanalyse).
Der Verband entstand 1994 aus regionalen Initiativen der Vertrags- bzw. Richtlinien-Psychotherapeuten, um gemeinsam ihre wirtschaftlichen Interessen gegenüber den Kassenärztlichen Vereinigungen und der Kassenärztlichen Bundesvereinigung durchzusetzen. Vorsitzender des Verbandes ist Benedikt Waldherr.

## Struktur und Zielsetzung
Der bvvp ist der Dachverband von bisher 17 auf KV-Ebene arbeitenden Landesverbänden. Bei insgesamt ca. 4400 Mitgliedern der regionalen Verbände ist er die mitgliederzweitstärkste Vereinigung (nach der DPtV) von Vertragspsychotherapeuten in Deutschland. Innerhalb des Verbandes wird die im Psychotherapeutengesetz festgelegte Integration der psychotherapeutischen Berufsgruppen mit Erfolg praktiziert. Der bvvp hat zum Ziel, ihre Gleichberechtigung innerhalb der ärztlichen Selbstverwaltung und in der Praxisausübung durchzusetzen. Er strebt danach, die Wirtschaftlichkeit der psychotherapeutischen Praxen zu verbessern, die Qualität der Versorgung zu sichern und die Vielfalt der Praxen zu erhalten und zu fördern.

## Berufspolitische Aufgaben
Der bvvp vertritt die Interessen seiner Mitglieder auf Bundesebene gegenüber der Kassenärztliche Bundesvereinigung, der Bundesärztekammer, den Krankenkassen, der Politik und der Öffentlichkeit. Er hat in der Vergangenheit zu allen wichtigen berufspolitischen Themen Stellung bezogen und so auf die Reformen von EBM, GOÄ und Psychotherapierichtlinien Einfluss nehmen können. An den Punktzahlerhöhungen für psychotherapeutische Leistungen in den letzten EBM-Reformen und an der Umsetzung der GOP hatte der bvvp maßgeblichen Anteil.
Er hat als erster Verband anhand betriebswirtschaftlicher Daten die Auseinandersetzung um angemessene Honorare geführt und die bundesweiten Klageverfahren initiiert und koordiniert, die 1999 zu den ersten Urteilen des Bundessozialgerichts geführt haben. Weiter war er an der Entwicklung des Psychotherapeutengesetzes in allen Stadien aktiv beteiligt und hat sich dabei besonders für die gleichberechtigte Integration der neuen Heilberufe in die bestehenden Strukturen, eine qualitativ hochstehende Versorgung und den Wegfall der zunächst beabsichtigten Zuzahlung eingesetzt.